# Elf - Un elfo di nome Buddy
Elf - Un elfo di nome Buddy (Elf) è un film commedia del 2003 diretto da Jon Favreau con protagonista Will Ferrell.

## Trama
Alla vigilia di Natale, un neonato  si nasconde nel sacco dei regali di Babbo Natale in persona per prendere un orsacchiotto. Il bambino così resta imprigionato e raggiunge così il Polo Nord, dove viene adottato da un elfo che lo chiama Buddy. Arrivato a trent'anni, papà Elfo decide di confessargli la verità: i suoi genitori sono due umani, Walter Hobbs e Susan Wells, ed era stato dato in adozione dopo la nascita; rimasto vedovo, Walter, che lavora presso una casa editrice di New York, non ha idea dell'esistenza di Buddy. Walter è attualmente finito sulla lista dei cattivi a causa del suo egoismo, perciò Buddy decide di partire con l'intento di cambiare la situazione.
Arrivato a New York, Buddy raggiunge la casa editrice di suo padre e gli rivela la propria identità, ma Walter lo fa allontanare. Arrivato ad un grande magazzino, l'elfo conosce una dipendente, Jovie, da cui viene subito attratto e, dopo aver saputo che il giorno dopo arriverà lì Babbo Natale, rimane tutta la notte nel centro commerciale ad addobbarlo per l'occasione. Si scopre però che in realtà quello che sembra Babbo Natale non è altro che uno dei finti Babbi Natale della zona e Buddy rivela davanti ai presenti che non era il vero Babbo Natale provocando così una rissa per la quale viene arrestato. Viene, però, rilasciato grazie a Walter, che lo fa sottoporre all'esame del DNA il quale conferma il legame tra padre e figlio. L'uomo decide così di portarlo a casa sua dalla sua famiglia; tuttavia i rapporti inizialmente non sono dei migliori con Michael, mentre sua moglie Emily insiste affinché lo aiutino a migliorarsi.
Michael viene preso di mira da un gruppo di bulli che lo riempiono di palle di neve ma Buddy lo aiuta conquistando così la fiducia del ragazzino, il quale ricambia aiutandolo a chiedere un appuntamento a Jovie. La cosa riesce e i due si innamorano. Intanto, il libro che la casa editrice di Walter ha lanciato non va bene e il capo chiede di lanciare un nuovo libro entro la vigilia di Natale e così Walter e la sua compagnia assumono il nano scrittore di bestseller per bambini Miles Finch ma Buddy, nel vederlo, scambia il nano per un elfo provocando la rabbia dello scrittore che lo aggredisce e del padre che lo caccia via, sotto l'occhio scioccato dei presenti. Con il cuore gravemente spezzato, il giovane elfo decide di andarsene di casa, non prima di aver lasciato una lettera di scuse a Emily e Michael. Quest'ultimo la legge e raggiunge il padre alla casa editrice che sta tenendo un convegno con il suo capo per ascoltare la squadra di Walter dopo aver ritrovato un taccuino con tutte idee di Finch per creare il nuovo libro.
Walter viene informato della fuga di Buddy e, capendo di aver sbagliato, abbandona il lavoro e parte con Michael alla ricerca del ragazzo; lo trovano a Central Park dove Buddy e Walter si riconciliano; qui è arrivato anche Babbo Natale con la sua slitta che si è fermata lì poiché ha perso il motore per mancanza di spirito natalizio e non può ripartire senza di esso. Allora Michael prende la lista e la legge davanti alle telecamere arrivate lì dopo l'accaduto insieme alla folla dimostrando così che Babbo Natale è reale mentre in quel momento arrivano anche i guardiani di Central Park che cercano di attaccare la slitta. In quel momento arriva Jovie, che convince la gente ad assecondarla riuscendo così a riportare lo spirito del Natale e facendo volare la slitta.
Il Natale successivo la casa editrice di Walter viene rilanciata grazie ad un best seller sulle avventure di Buddy mentre lui e Jovie, ora sposati, vivono in Polo Nord e diventano genitori di una bambina, Susie.

## Accoglienza

### Incassi
La pellicola ha riscosso un gran successo soprattutto in Nord America, incassando un totale di 173,3 milioni di dollari, mentre nel resto del mondo ha incassato solo 47 milioni, per un totale di 220,4 milioni di dollari in tutto il mondo, contro un budget di 33 milioni.

### Critica
Il film ha ottenuto recensioni positive da parte della critica. Sul sito Rotten Tomatoes ha una percentuale di gradimento del 86% sulla base di 202 recensioni professionali e con un voto medio di 7/10, mentre su Metacritic un punteggio di 64 su 100 basato su 38 recensioni. Il critico Roger Ebert diede al film 3 stelle su 4.

## Riconoscimenti
- 2004 - MTV Movie Awards
  - Nomination Miglior performance comica a Will Ferrell
- 2003 - Phoenix Film Critics Society Awards
  - Nomination Miglior film per la famiglia
  - Nomination Migliori scelte musicali
- 2004 - Teen Choice Awards
  - Nomination Miglior film commedia
  - Nomination Miglior attore in un film commedia a Will Ferrell
- 2004 - ASCAP Award
  - Top Box Office Films a John Debney
- 2004 - Golden Trailer Awards
  - Miglior commedia
- 2004 - Kids' Choice Awards
  - Nomination Miglior film

## Musical
Nel 2007 è stato tratto un musical da questo film, intitolato Elf - The Musical con Mark Jacoby nel ruolo di Walter Hobbs.